# Овен Томас Джонс
Овен Томас Джонс (англ. Owen Thomas Jones; 16 квітня 1878 — 5 травня 1967) — валлійський геолог.

## Освіта
Народився в Беула, поблизу Ньюкасл Емлін, Кардіганшир, єдиний син Девіда Джонса і Маргарет Томас. Відвідував місцеву сільську школу в Тревені, потім у 1893 році пішов у Пенкадерську граматичну школу. У 1896 році вступив до Аберіствітського університетського коледжу, де вивчав фізику й закінчив коледж у 1900 році. Потім він вступив до Трініті-коледжу в Кембриджі та здобув ступінь бакалавра природничих наук з геології у 1902 році.

## Кар'єра
У 1903 році приєднався до Британської геологічної служби, працюючи біля свого будинку в Кармартенширі та Пембрукширі. У 1910 році він був призначений першим професором геології в Аберіствіті. У 1913 році він став професором геології в Манчестерському університеті, а потім, в 1930 році, Вудвордським професором геології в Кембриджському університеті й працював на цій посаді до 1943 року. Він присвятив своє трудове життя вивченню геології Уельсу.

## Нагороди та відзнаки
У 1926 році його обрали членом Королівського товариства. У 1956 році нагороджений Королівською медаллю Лондонського королівського товариства, і під час нагородження його охарактеризували як «найрізноманітнішого із сучасних британських геологів». Того ж року він був нагороджений медаллю Волластона та медаллю Лайєлла Лондонського геологічного товариства. Двічі був президентом Геологічного товариства.
Помер у віці 89 років, написавши понад 140 публікацій. За рік до смерті він опублікував статтю, в якій описував валлійське джерело блакитних каменів Стоунхенджа, написавши цю роботу валлійською мовою.